# وزارة شريف إسماعيل
وزارة شريف إسماعيل هي الوزارة الثالثة والعشرون بعد المائة في تاريخ مصر وتشكلت في عهد الرئيس عبد الفتاح السيسي بعد تقديم رئيس الوزراء إبراهيم محلب استقالة الحكومة في 12 سبتمبر 2015، كُلف شريف إسماعيل بتشكيل الوزارة في 12 سبتمبر 2015، فيما صدر قرار التشكيل الوزاري وأدت الوزارة اليمين الدستورية في 19 سبتمبر 2015. استقالة الوزارة في 5 يونيو 2018.

## أعضاء الحكومة
ملاحظات:
- تبدأ مدة الوزارة من تاريخ العمل بقرار رئيس الجمهورية الصادر بتشكيل الوزارة.
- تنتهي مدة الوزارة في تاريخ استقالة الوزارة بينما يستمر بعدها التشكيل الوزاري في تسيير الأعمال لحين صدور قرار تشكيل الوزارة الجديدة.

| المنصب                                | شاغل المنصب                 | الحزب        | الحزب | تولى المنصب | تولى المنصب | غادر المنصب | غادر المنصب |
| المنصب                                | شاغل المنصب                 | الحزب        | الحزب | في | وزارة | في | وزارة |
| ------------------------------------- | --------------------------- | ------------ | ----- | --- | --- | --- | --- |
| رئيس مجلس الوزراء                     | شريف إسماعيل                | مستقل        |       | 19 سبتمبر 2015 | 19 سبتمبر 2015 | 5 يونيو 2018 | 5 يونيو 2018 |
| الدفاع والإنتاج الحربي                | صدقي صبحي                   | عسكري        |       | 27 مارس 2014 | وزارة إبراهيم محلب الأولى | 5 يونيو 2018 | 5 يونيو 2018 |
| التخطيط والمتابعة والإصلاح الإداري    | أشرف السيد العربي           | مستقل        |       | 16 يوليو 2013 "وزير التخطيط - وزارة حازم الببلاوي" 1 مارس 2014 "وزير التخطيط والتعاون الدولي - وزارة إبراهيم محلب الأولى" 16 يونيو 2014 "وزير التخطيط والمتابعة والإصلاح الإداري - وزارة إبراهيم محلب الثانية" | 16 يوليو 2013 "وزير التخطيط - وزارة حازم الببلاوي" 1 مارس 2014 "وزير التخطيط والتعاون الدولي - وزارة إبراهيم محلب الأولى" 16 يونيو 2014 "وزير التخطيط والمتابعة والإصلاح الإداري - وزارة إبراهيم محلب الثانية" | 24 فبراير 2014 "وزير التخطيط - وزارة حازم الببلاوي" 9 يونيو 2014 "وزير التخطيط والتعاون الدولي - وزارة إبراهيم محلب الأولى" 16 فبراير 2017 "وزير التخطيط والمتابعة والإصلاح الإداري - وزارة شريف إسماعيل" | 24 فبراير 2014 "وزير التخطيط - وزارة حازم الببلاوي" 9 يونيو 2014 "وزير التخطيط والتعاون الدولي - وزارة إبراهيم محلب الأولى" 16 فبراير 2017 "وزير التخطيط والمتابعة والإصلاح الإداري - وزارة شريف إسماعيل" |
| التخطيط والمتابعة والإصلاح الإداري    | هالة حلمي السعيد            | مستقل        |       | 16 فبراير 2017 | تعديل وزاري | 22 ديسمبر 2019 (وزيرة التخطيط والمنتابعة والإصلاح الإداري - وزارة مصطفى مدبولي الأولى) 3 يونيو 2024 (وزيرة التخطيط والتنمية الاقتصادية - وزارة مصطفى مدبولي الأولى)                                       | 22 ديسمبر 2019 (وزيرة التخطيط والمنتابعة والإصلاح الإداري - وزارة مصطفى مدبولي الأولى) 3 يونيو 2024 (وزيرة التخطيط والتنمية الاقتصادية - وزارة مصطفى مدبولي الأولى)                                       |
| الأوقاف                               | محمد مختار جمعة             | مستقل        |       | 16 يوليو 2013 | وزارة حازم الببلاوي | 3 يونيو 2024 | وزارة مصطفى مدبولي الأولى |
| الشباب والرياضة                       | خالد عبد العزيز             | مصر المستقبل |       | 16 يوليو 2013 "وزير دولة لشئون الشباب - وزارة حازم الببلاوي" 1 مارس 2014 "وزير الشباب والرياضة - وزارة إبراهيم محلب الأولى"                                                                                    | 16 يوليو 2013 "وزير دولة لشئون الشباب - وزارة حازم الببلاوي" 1 مارس 2014 "وزير الشباب والرياضة - وزارة إبراهيم محلب الأولى"                                                                                    | 5 يونيو 2018 | 5 يونيو 2018 |
| الإسكان والمرافق والمجتمعات العمرانية | مصطفى مدبولي                | مستقل        |       | 1 مارس 2014 | وزارة إبراهيم محلب الأولى | 13 فبراير 2019 | وزارة مصطفى مدبولي الأولى |
| التموين والتجارة الداخلية             | خالد حنفي                   | مستقل        |       | 1 مارس 2014 "وزير التموين -وزارة إبراهيم محلب الأولى" 16 يونيو 2014 "وزير التموين والتجارة الداخلية -وزارة إبراهيم محلب الثانية"                                                                               | 1 مارس 2014 "وزير التموين -وزارة إبراهيم محلب الأولى" 16 يونيو 2014 "وزير التموين والتجارة الداخلية -وزارة إبراهيم محلب الثانية"                                                                               | 25 أغسطس 2016 | تعديل وزاري |
| التموين والتجارة الداخلية             | محمد علي مصيلحي الشيخ       | مستقل        |       | 7 سبتمبر 2016 | تعديل وزاري | 16 فبراير 2017 | تعديل وزاري |
| التموين والتجارة الداخلية             | علي المصليحي                | مستقل        |       | 16 فبراير 2017 | تعديل وزاري | 3 يونيو 2024 | وزارة مصطفى مدبولي الأولى |
| الكهرباء والطاقة المتجددة             | محمد شاكر المرقبي           | مستقل        |       | 1 مارس 2014 | وزارة إبراهيم محلب الأولى | 3 يونيو 2024 | وزارة مصطفى مدبولي الأولى |
| المالية                               | هاني قدري يوسف دميان        | مستقل        |       | 1 مارس 2014 | وزارة إبراهيم محلب الأولى | 23 مارس 2016 | تعديل وزاري |
| المالية                               | عمرو الجارحي                | مستقل        |       | 23 مارس 2016 | تعديل وزاري | 5 يونيو 2018 | 5 يونيو 2018 |
| التضامن الاجتماعي                     | غادة والي                   | مستقل        |       | 1 مارس 2014 | وزارة إبراهيم محلب الأولى | 21 نوفمبر 2019 | وزارة مصطفى مدبولي الأولى |
| الطيران المدني                        | حسام كمال أبو الخير         | مستقل        |       | 1 مارس 2014 | وزارة إبراهيم محلب الأولى | 23 مارس 2016 | تعديل وزاري |
| الطيران المدني                        | شريف فتحي                   | مستقل        |       | 23 مارس 2016 | تعديل وزاري | 5 يونيو 2018 | 5 يونيو 2018 |
| البيئة                                | خالد فهمي                   | مستقل        |       | 16 يونيو 2014 | وزارة إبراهيم محلب الثانية | 5 يونيو 2018 | 5 يونيو 2018 |
| الخارجية                              | سامح شكري                   | مستقل        |       | 16 يونيو 2014 | وزارة إبراهيم محلب الثانية | 3 يونيو 2024 | وزارة مصطفى مدبولي الأولى |
| الموارد المائية والري                 | حسام مغازي                  | مستقل        |       | 16 يونيو 2014 | وزارة إبراهيم محلب الثانية | 23 مارس 2016 | تعديل وزاري |
| الموارد المائية والري                 | محمد عبد العاطي             | مستقل        |       | 23 مارس 2016 | تعديل وزاري | 14 أغسطس 2022 | وزارة مصطفى مدبولي الأولى |
| الآثار                                | ممدوح الدماطي               | مستقل        |       | 16 يونيو 2014 | وزارة إبراهيم محلب الثانية | 23 مارس 2016 | تعديل وزاري |
| الآثار                                | خالد العناني                | مستقل        |       | 23 مارس 2016 | تعديل وزاري | 22 ديسمبر 2019 (وزير الآثار - وزارة مصطفى مدبولي الأولى) 13 أغسطس 2022 (وزير السياحة والآثار - وزارة مصطفى مدبولي الأولى)                                                                                 | 22 ديسمبر 2019 (وزير الآثار - وزارة مصطفى مدبولي الأولى) 13 أغسطس 2022 (وزير السياحة والآثار - وزارة مصطفى مدبولي الأولى)                                                                                 |
| الاستثمار                             | أشرف سلمان                  | مستقل        |       | 16 يونيو 2014 | وزارة إبراهيم محلب الثانية | 23 مارس 2016 | تعديل وزاري |
| الاستثمار                             | داليا خورشيد                | مستقل        |       | 23 مارس 2016 | تعديل وزاري | 16 فبراير 2017 | تعديل وزاري |
| التعاون الدولي                        | سحر نصر                     | مستقل        |       | 19 سبتمبر 2015 | 19 سبتمبر 2015 | 16 فبراير 2017 | تعديل وزاري |
| الاستثمار والتعاون الدولي             | سحر نصر                     | مستقل        |       | 16 فبراير 2017 | تعديل وزاري | 22 ديسمبر 2019 | وزارة مصطفى مدبولي الأولى |
| الداخلية                              | مجدي محمد عبد الغفار        | عسكري        |       | 5 مارس 2015 | وزارة إبراهيم محلب الثانية | 5 يونيو 2018 | 5 يونيو 2018 |
| العدل                                 | أحمد الزند                  | مستقل        |       | 20 مايو 2015 | وزارة إبراهيم محلب الثانية | 13 مارس 2016 | تعديل وزاري |
| العدل                                 | محمد حسام عبد الرحيم        | مستقل        |       | 23 مارس 2016 | تعديل وزاري | 22 ديسمبر 2019 | وزارة مصطفى مدبولي الأولى |
| التنمية المحلية                       | أحمد زكي بدر                | مستقل        |       | 19 سبتمبر 2015 | 19 سبتمبر 2015 | 16 فبراير 2017 | تعديل وزاري |
| التنمية المحلية                       | هشام الشريف                 | مستقل        |       | 16 فبراير 2017 | تعديل وزاري | 14 يناير 2018 | تعديل وزاري |
| التنمية المحلية                       | أبو بكر الجندي              | مستقل        |       | 14 يناير 2018 | تعديل وزاري | 5 يونيو 2018 | 5 يونيو 2018 |
| السياحة                               | هشام زعزوع                  | مستقل        |       | 2 أغسطس 2012 "حتى 1 يوليو 2013 - وزارة هشام قنديل " 16 يوليو 2013 "وزارة حازم الببلاوي" | 2 أغسطس 2012 "حتى 1 يوليو 2013 - وزارة هشام قنديل " 16 يوليو 2013 "وزارة حازم الببلاوي" | 23 مارس 2016 | تعديل وزاري |
| السياحة                               | يحيى راشد                   | مستقل        |       | 23 مارس 2016 | تعديل وزاري | 14 يناير 2018 | تعديل وزاري |
| السياحة                               | رانيا المشاط                | مستقل        |       | 14 يناير 2018 | تعديل وزاري | 22 ديسمبر 2019 | وزارة مصطفى مدبولي الأولى |
| التعليم العالي والبحث العلمي          | أشرف الشيحي                 | مستقل        |       | 19 سبتمبر 2015 | 19 سبتمبر 2015 | 16 فبراير 2017 | تعديل وزاري |
| التعليم العالي والبحث العلمي          | خالد عاطف عبد الغفار        | مستقل        |       | 16 فبراير 2017 | تعديل وزاري | 14 أغسطس 2022 | وزارة مصطفى مدبولي الأولى |
| الشئون القانونية ومجلس النواب         | مجدي العجاتي                | مستقل        |       | 19 سبتمبر 2015 | 19 سبتمبر 2015 | 16 فبراير 2017 | تعديل وزاري |
| شئون مجلس النواب                      | عمر مروان                   | مستقل        |       | 16 فبراير 2017 | تعديل وزاري | 22 ديسمبر 2019 | وزارة مصطفى مدبولي الأولى |
| الزراعة واستصلاح الأراضي              | عصام عثمان فايد             | مستقل        |       | 19 سبتمبر 2015 | 19 سبتمبر 2015 | 16 فبراير 2017 | تعديل وزاري |
| الزراعة واستصلاح الأراضي              | عبد المنعم عبد الودود البنا | مستقل        |       | 16 فبراير 2017 | تعديل وزاري | 5 يونيو 2018 | 5 يونيو 2018 |
| الصحة والسكان                         | أحمد عماد الدين راضي        | مستقل        |       | 19 سبتمبر 2015 | 19 سبتمبر 2015 | 5 يونيو 2018 | 5 يونيو 2018 |
| التربية والتعليم والتعليم الفني       | الهلالي الشربيني            | مستقل        |       | 19 سبتمبر 2015 | 19 سبتمبر 2015 | 16 فبراير 2017 | تعديل وزاري |
| التربية والتعليم والتعليم الفني       | طارق شوقي                   | مستقل        |       | 16 فبراير 2017 | تعديل وزاري | 14 أغسطس 2022 | وزارة مصطفى مدبولي الأولى |
| النقل                                 | سعد الجيوشي                 | مستقل        |       | 19 سبتمبر 2015 | 19 سبتمبر 2015 | 23 مارس 2016 | تعديل وزاري |
| النقل                                 | جلال السعيد                 | مستقل        |       | 23 مارس 2016 | تعديل وزاري | 16 فبراير 2017 | تعديل وزاري |
| النقل                                 | هشام عرفات                  | مستقل        |       | 16 فبراير 2017 | تعديل وزاري | 27 فبراير 2019 | وزارة مصطفى مدبولي الأولى |
| الثقافة                               | حلمي النمنم                 | مستقل        |       | 19 سبتمبر 2015 | 19 سبتمبر 2015 | 14 يناير 2018 | تعديل وزاري |
| الثقافة                               | إيناس عبد الدايم            | مستقل        |       | 14 يناير 2018 | تعديل وزاري | 14 أغسطس 2022 | وزارة مصطفى مدبولي الأولى |
| الاتصالات وتكنولوجيا المعلومات        | ياسر القاضي                 | مستقل        |       | 19 سبتمبر 2015 | 19 سبتمبر 2015 | 5 يونيو 2018 | 5 يونيو 2018 |
| البترول والثروة المعدنية              | طارق الملا                  | مستقل        |       | 19 سبتمبر 2015 | 19 سبتمبر 2015 | 3 يونيو 2024 | وزارة مصطفى مدبولي الأولى |
| القوى العاملة                         | جمال سرور                   | مستقل        |       | 19 سبتمبر 2015 | 19 سبتمبر 2015 | 23 مارس 2016 | تعديل وزاري |
| القوى العاملة                         | محمد سعفان                  | مستقل        |       | 23 مارس 2016 | تعديل وزاري | 14 أغسطس 2022 | وزارة مصطفى مدبولي الأولى |
| التجارة والصناعة                      | طارق قابيل                  | مستقل        |       | 19 سبتمبر 2015 | 19 سبتمبر 2015 | 5 يونيو 2018 | 5 يونيو 2018 |
| قطاع الأعمال العام                    | أشرف الشرقاوي               | مستقل        |       | 23 مارس 2016 | تعديل وزاري | 14 يناير 2018 | تعديل وزاري |
| قطاع الأعمال العام                    | خالد بدوي                   | مستقل        |       | 14 يناير 2018 | تعديل وزاري | 5 يونيو 2018 | 5 يونيو 2018 |
| الدولة للإنتاج الحربي                 | محمد العصار                 | عسكري        |       | 19 سبتمبر 2015 | 19 سبتمبر 2015 | 6 يوليو 2020 | وزارة مصطفى مدبولي الأولى |
| الدولة للهجرة وشئون المصريين بالخارج  | نبيلة مكرم                  | مستقل        |       | 19 سبتمبر 2015 | 19 سبتمبر 2015 | 14 أغسطس 2022 | وزارة مصطفى مدبولي الأولى |

## تعديلات
- في 14 مارس 2016 صدر قرار رئيس مجلس الوزراء رقم 701 بإقالة أحمد الزند وزير العدل من منصبه اعتبارا من 13 مارس 2016.[4]
- في 14 مارس 2016 صدر قرار رئيس مجلس الوزراء رقم 704 بقيام مجدي حسين محمد العجاتي بأعمال وزارة العدل بالإضافة إلى عمله لحين تعيين وزيراً للعدل.[5]
- في 23 مارس 2016 صدر قرار رئيس الجمهورية رقم 127 باستحداث وزارة قطاع الأعمال العام.[6]

- في 23 مارس 2016 صدر قرار رئيس الجمهورية رقم 127 لسنة 2016 بالتعديل الوزاري التالي:[7][8][9][10]
  - جلال مصطفى محمد سعيد وزيراً للنقل
  - خالد العناني وزيراً للآثار
  - عمرو الجارحي وزيراً للمالية
  - يحيى راشد وزيراً للسياحة
  - محمد عبد العاطي وزيراً للموارد المائية والري
  - محمد سعفان وزيراً للقوى العاملة
  - محمد حسام عبد الرحيم وزيراً للعدل
  - شريف فتحي وزيراً للطيران المدني
  - داليا حازم جميل خورشيد وزيرة للاستثمار
  - أشرف الشرقاوي وزيراً لقطاع الأعمال العام
- في 7 سبتمبر 2016 صدر قرار رئيس الجمهورية رقم 414 بتعيين محمد علي مصيلحي الشيخ وزيراً للتموين والتجارة الداخلية.[11][12][13]
- في 16 فبراير 2017 تم دمج وزارة الاستشمار مع التعاون الدولي[14][15][16]
- في 16 فبراير 2017 صدر قرار رئيس الجمهورية رقم 92 لسنة 2017 بالتعديل الوزاري التالي:[17][18]
  - سحر أحمد محمد عبد المنعم نصر وزيرةً للاستثمار والتعاون الدولي
  - علي السيد علي المصليحي وزيراً للتموين والتجارة الداخلية
  - عمر الخطاب مروان عبد الله عرفة وزيراً لشئون مجلس النواب
  - محمد هشام زين العابدين الشريف وزيراً للتنمية المحلية
  - طارق جلال شوقي أحمد شوقي وزيراً للتربية والتعليم والتعليم الفني
  - عبد المنعم عبد الودود محمد البنا وزيراً للزراعة واستصلاح الأراضي
  - خالد عاطف عبد الغفار محمد وزيراً للتعليم العالي والبحث العلمي
  - هالة حلمى السعيد يونس وزيرةً للتخطيط والمتابعة والإصلاح الإداري
  - هشام عرفات مهدي أحمد وزيراً للنقل
- في 23 نوفمبر 2017 صدر قرار رئيس الجمهورية رقم 576 القاضي بتولي مصطفى مدبولي وزير الإسكان والمرافق والمجتمعات العمرانية جميع اختصاصات رئيس مجلس الوزراء لحين عودته إلى مباشرة مهامه.[19][20][21]
- في 14 يناير 2018 صدر قرار رئيس الجمهورية رقم 19 لسنة 2018 بالتعديل الوزاري التالي:[22]
  - أبو بكر محمد محمود الجندي وزيراً للتنمية المحلية
  - إيناس مصطفى حسن عبد الدايم وزيرة للثقافة
  - رانيا عبد المنعم محمد إبراهيم المشاط وزيرة للسياحة
  - خالد محمد علي البدوي وزيرا لقطاع الأعمال العام